# Veliki atlas svijeta
Veliki atlas svijeta jedan je od najvećih i najopširnijih zemljopisnih knjiga tiskanih na hrvatskome jeziku. Prvo hrvatsko izdanje tiskano je 2003. godine od hrvatskog izdavača Leo-commerce. Izvornik ove knjige prvi put je objavljen u Velikoj Britaniji 1997. godine od uglednog i poznatog britanskog izdavača Dorling Kindersley. Atlas je stekao veliku popularnost u mnogim europskim zemljama te je preveden na više od 15 jezika. Hrvatsko izdanje napravljeno je prema drugom izdanju britanske verzije koja je izašla 2001. godine. Naslov izvornika je Reference Atlas of the World. Atlas je izrazito opširan i detaljan, sadrži više od 450 geografskih i tematskih karata te brojne fotografije popračene sažetim tekstovima, crtežima i dijagramima.

## Opis
Knjiga je velikog formata i proteže se na ukupno 402 stranice s brojnim slikama i kartama u boji. Sam atlas svijeta broji 354 stranice u boji. Atlas ima tvrde korice i kvalitetan papirnati omot na kojemu se na sredini nalazi zlatnim, velikim tiskanim slovima napisan naslov knjige. U pozadini naslovne stranice nalazi se prikaz planete Zemlje djelom zatamnjen. Knjiga ima jednu manju naslovnu stranicu te nakon toga na dvije stranice veliki naslov s prikazom Europe u prvom planu. Predgovor knjige proteže se kroz jednu cijelu stranicu. Sadržaj je prikazan po kontinentima te se proteže kroz dvije stranice nakon čega slijede dvije stranice objašnjenja pojmova koji se upotrebljavaju u knjizi.
Na sljedeće 23 stranice nalaze se detaljna objašnjenja i osnovni podatci o Zemlji, važni za daljnje korištenje knjige. Budući da se radi o hrvatskom izdanju knjige, na osam stranica navedeni su svi važni podatci o Hrvatskoj uz brojne karte, fotografije i dijagrame. Atlas svijeta počinje poglavljem o Sjevernoj Americi, a završava Arktikoma. Poglavlje geografske usporedbe proteže se na dvije stranice, a na posljednjoj stranici u boji nalazi se poglavlje Vremenske zone. U knjizi su navedeni i preko 60 000 zemljopisnih naziva korištenih u knjizi. Na zadnjim koricama knjige nalaze se zastave svih zemalja svijeta prema kontinentima. Dijagonala knjige iznosi 38 cm.

## Rad na knjizi
Nakladnik knjige je Leo-commerce d.o.o. iz Rijeke. Pripreme za tisak napravio je Monde Neuf d.o.o. Urednik i nakladnik Atlasa je Leonardo Marušić, a prevoditeljica Lidija Vinković. Stručni redaktori prijevoda su Ivan Bertić, prof. i Prof. dr. Zlatko Pepeonik. Lektor i korektor Velikog atlasa svijeta je Goran Lukenda. Na fotografijama su radili Zoran Curić, Marko Čolić, Milan i Željko Krčadinac, Dane Pejnović i Josip Pevec.